# Banco Central de las Islas Salomón
El Banco Central de las Islas Salomón es el banco central de las Islas Salomón, ubicado en la capital de Honiara. El Banco se estableció en febrero de 1983 en virtud de la Central Bank of Solomon Islands Act 1976. Desde 2008, el gobernador es Denton Rarawa.

## Funciones
Sus funciones oficiales, en virtud de la Ley, son: 
- regular la emisión, la oferta, la disponibilidad y el intercambio internacional de dinero;
- asesorar al Gobierno en materia bancaria y monetaria.
- promover la estabilidad monetaria;
- supervisar y regular el sector bancario;
- promover una estructura financiera sólida; y
- fomentar condiciones financieras conducentes al desarrollo económico ordenado y equilibrado de las Islas Salomón "[3][4]

El Banco participa en el desarrollo de políticas para promover la inclusión financiera y es miembro de la Alianza para la Inclusión Financiera.